# Клепаж (Краків)
Клепаж (пол. Kleparz) — обшар Кракова, котрий є частиною дільниці I Старе місто, розташований на північ від Старого міста. З 1366 року до кінця XVIII століття був самостійним містом. Був королівським містом Корони Королівства Польського.

## Історія

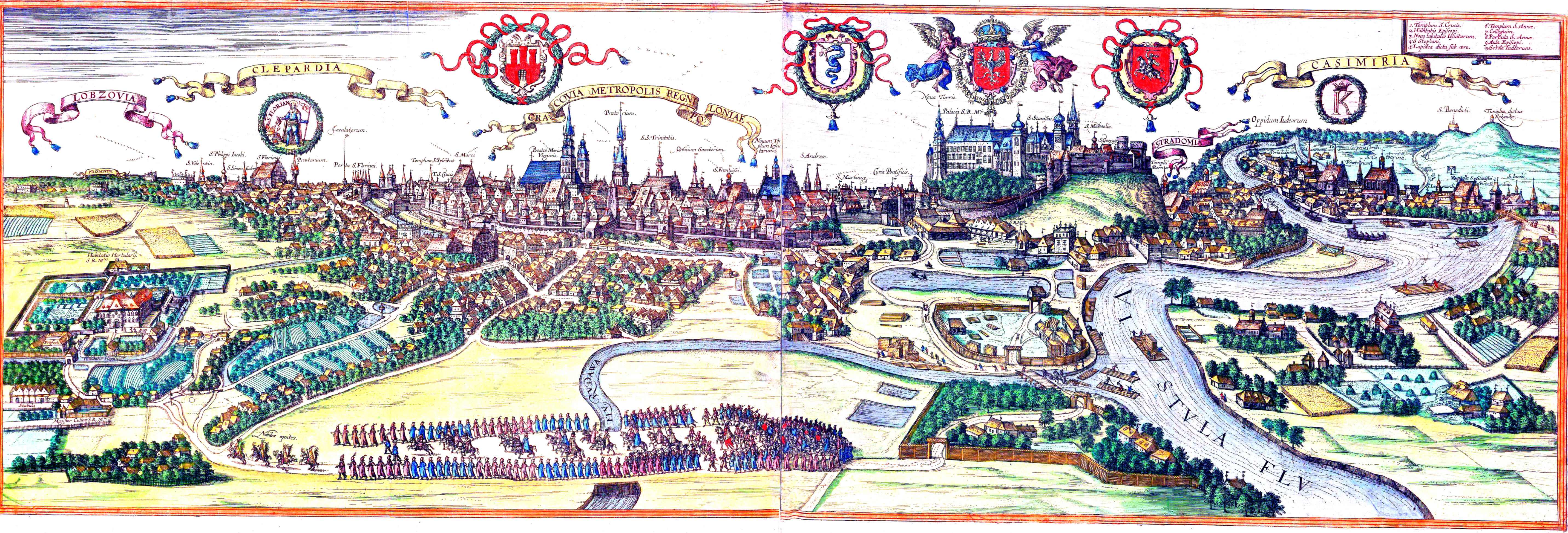
Вид на Краків, Страдом, Клепаж, Казімєж і Лобзув з атласу Civitates orbis terrarum Георга Брауна та Франса Гогенберга 1618 року.

Початок поселення в районі Клепаж пов'язаний із заснуванням костел св.Флоріана краківським єпископом Гедкою. Поселення, розташоване на північ від пізніше заснованого міста Кракова, швидко розвивалося. За часів Владислава Локєтка він називався Alta civitas, що дає підстави для міркувань щодо його розташування в цей період.
У 1366 році Казимир Великий доконав офіційне та певне розташування міста під магдебурзьким правом в 1366 році, давши місту назву Флоренція за назвою парафіяльної церкви. Можливо, він був задуманий як конкурентоспроможний центр для Кракова, але видається більш вірогідним, що він був створений в результаті природного демографічного та економічного розвитку Кракова, поширюючись за межі міських стін, і мав на меті доповнити його. У XV столітті попередня назва була замінена терміном Kleparz (Clepardia), ймовірно, похідним від ринкового звичаю «клепання» угод на ринку, або, як кажуть інші, від клепок, з котрих бондарі збирали бочки. У середньовіччі Клепаж мав близько тисячі жителів.
Століттями центр міста — ринкова площа — була ринковою, забудова, що його оточувала, була дерев'яною (численні пожежі: 1476, 1528, 1755 рр.). В районі Клепажа розвивалися ремесла, особливо ткацтво, обробка шкур тварин, а також ковальство, шорно-сідельна справа та лікування коней. На щотижневих ринках торгували переважно зерном і сільськогосподарськими продуктами, а також худобою, що звільняло Краківський ринок від пов'язаних із цим незручностей. Специфікою Клепажа була велика кількість постоялих дворів і заїздів для мандрівників, за переписом 1632 року в цьому місті були стайні на 2380 коней.
Через те, що місто, розташоване на відкритих околицях Кракова, не мало оборонних стін, воно було особливо вразливим під час ворожих вторгнень. Облоги Кракова були пов'язані з руйнуванням Клепажа, в основному в результаті дій захисників, які палили передмістя, щоб позбавити нападників зручної облогової бази. Так було під час облоги міста шведською (1655), польсько-австрійською (1657) та російською арміями під час Барської конфедерації 1768 року. Після шведського потопу Клепаж не повернув свого колишнього значення, цегляні будівлі не підлягали відновленню, їх замінили більш скромні дерев'яні.
Під час свого незалежного існування Клепаж не мав можливості територіального розвитку, він значною мірою залежав від Кракова, фактично був його передмістям. У 1792 році згідно з рекомендаціями Великого сейму місто було включено до адміністративних меж Кракова. Остаточно втратив права міста у 1794 році.
У першій половині XIX століття забудова району Клепарж (включаючи територію колишнього міста) складалася з одноповерхових будинків, критих ґонтом. У тісних приміщеннях жили бідні люди. Будівельний рух, що відбувався в Кракові в другій половині XIX і на початку XX століття, вплинув і на колишній Клепарж, сформувавши новий міський план. Зводилися кам'яниці та громадські споруди, напр. у 1879—1880 роках на площі Яна Матейка (частина колишньої ринкової площі Клепажа) за проектом Мацея Морачевського було зведено головний корпус Академії образотворчих мистецтв.

## Об'єкти
- костел св.Флоріана
- Площа Яна Матейка — з Грюнвальдським пам'ятником — пам'ятником Владиславу Ягайло, відкритому 15 липня 1910 року в 500-річчя перемоги в Грюнвальдській битві .
- Будинки закладів по вул. Баштовій :

Будівля воєводської управи
Будівля Національного банку Польщі
Головний корпус Академії мистецтв

## Галерея

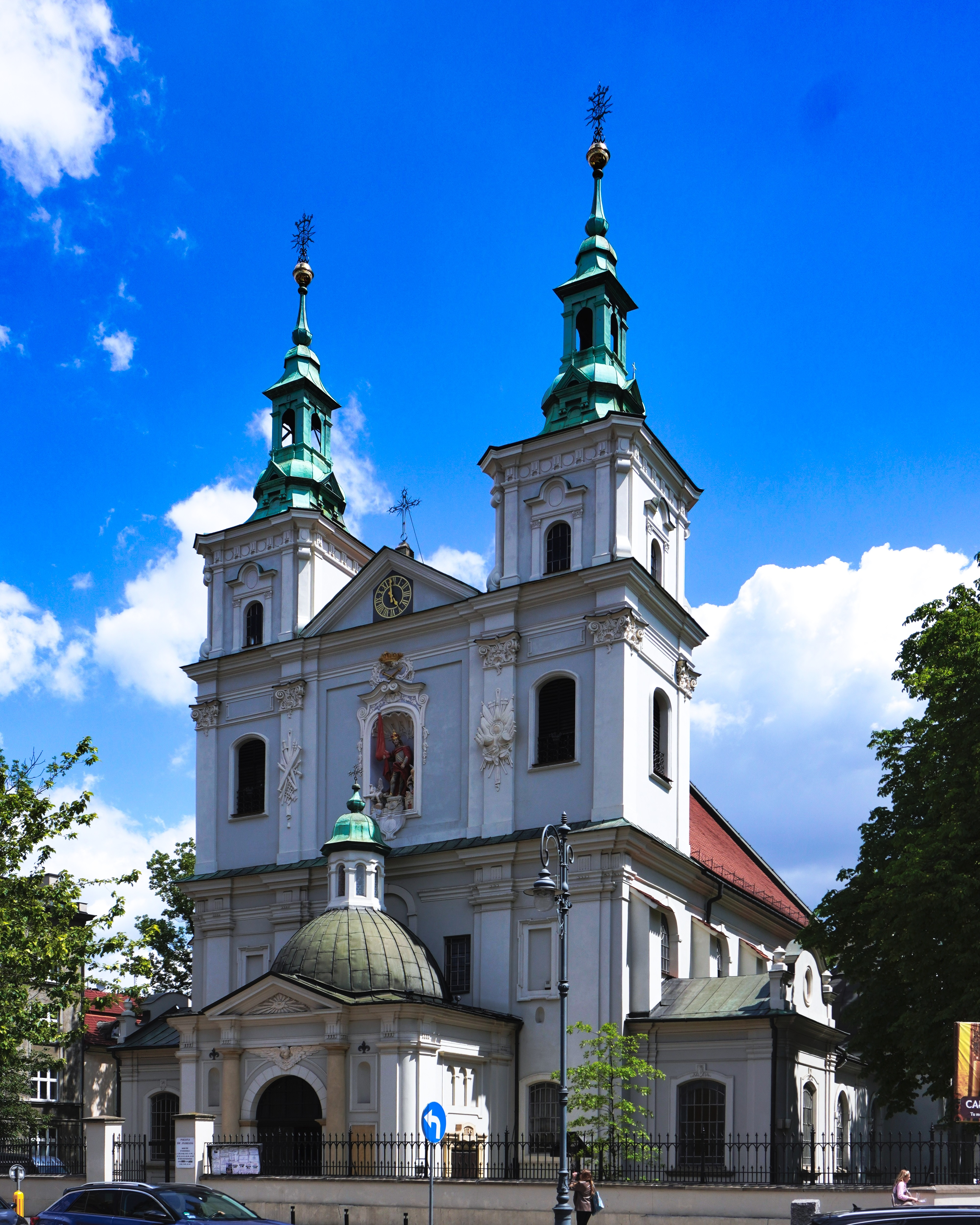
костел св.Флоріана
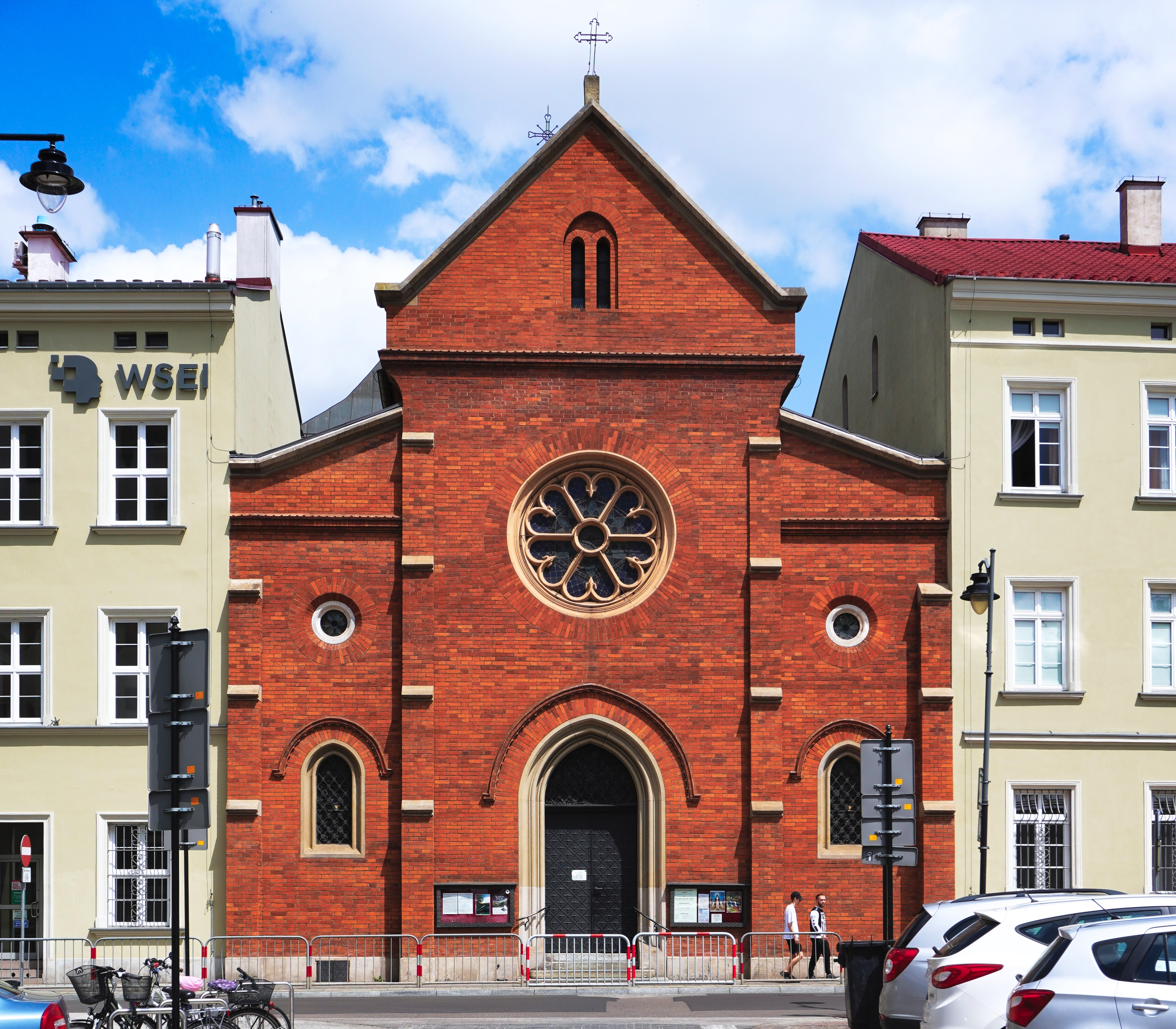
Костел св. Вікентія
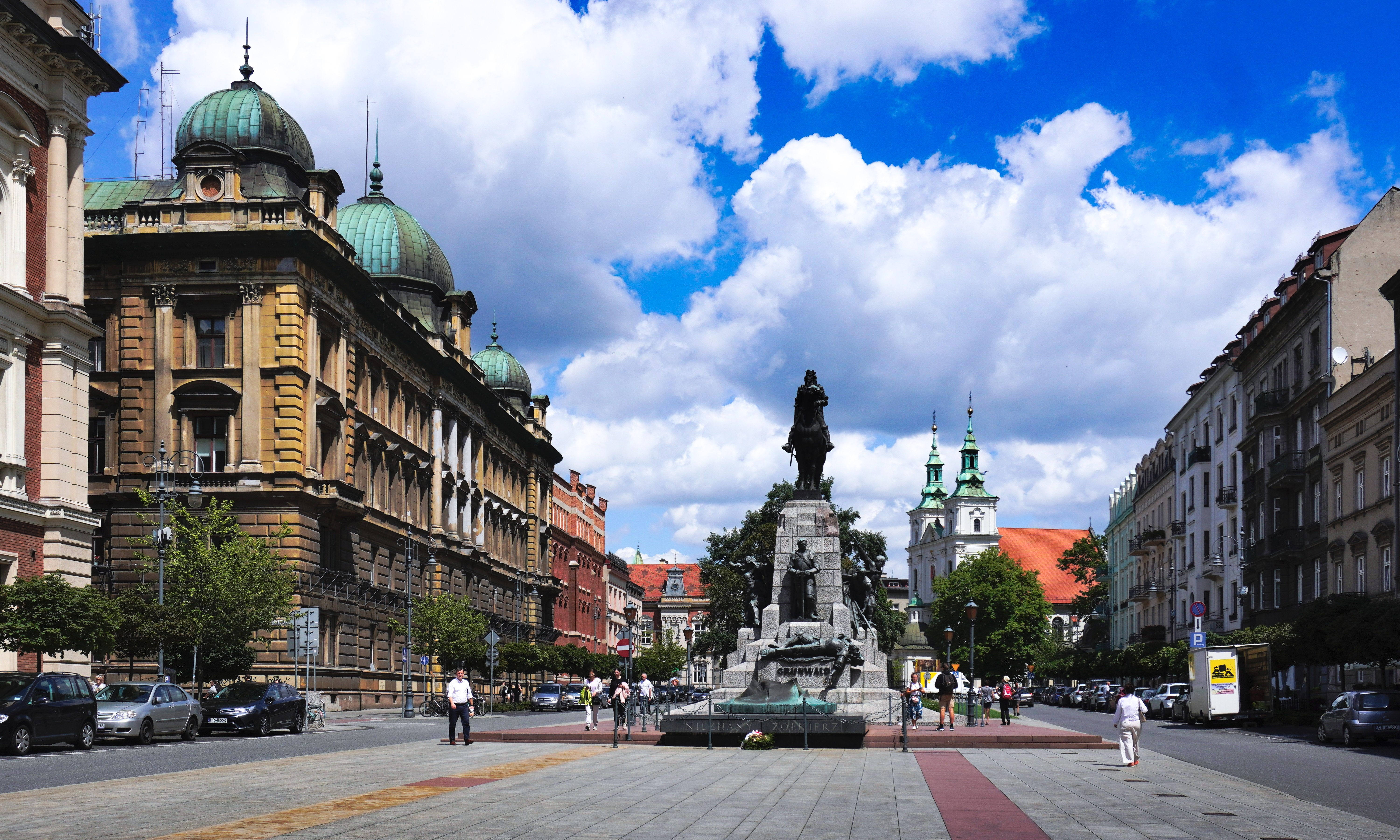
Площа Яна Матейка
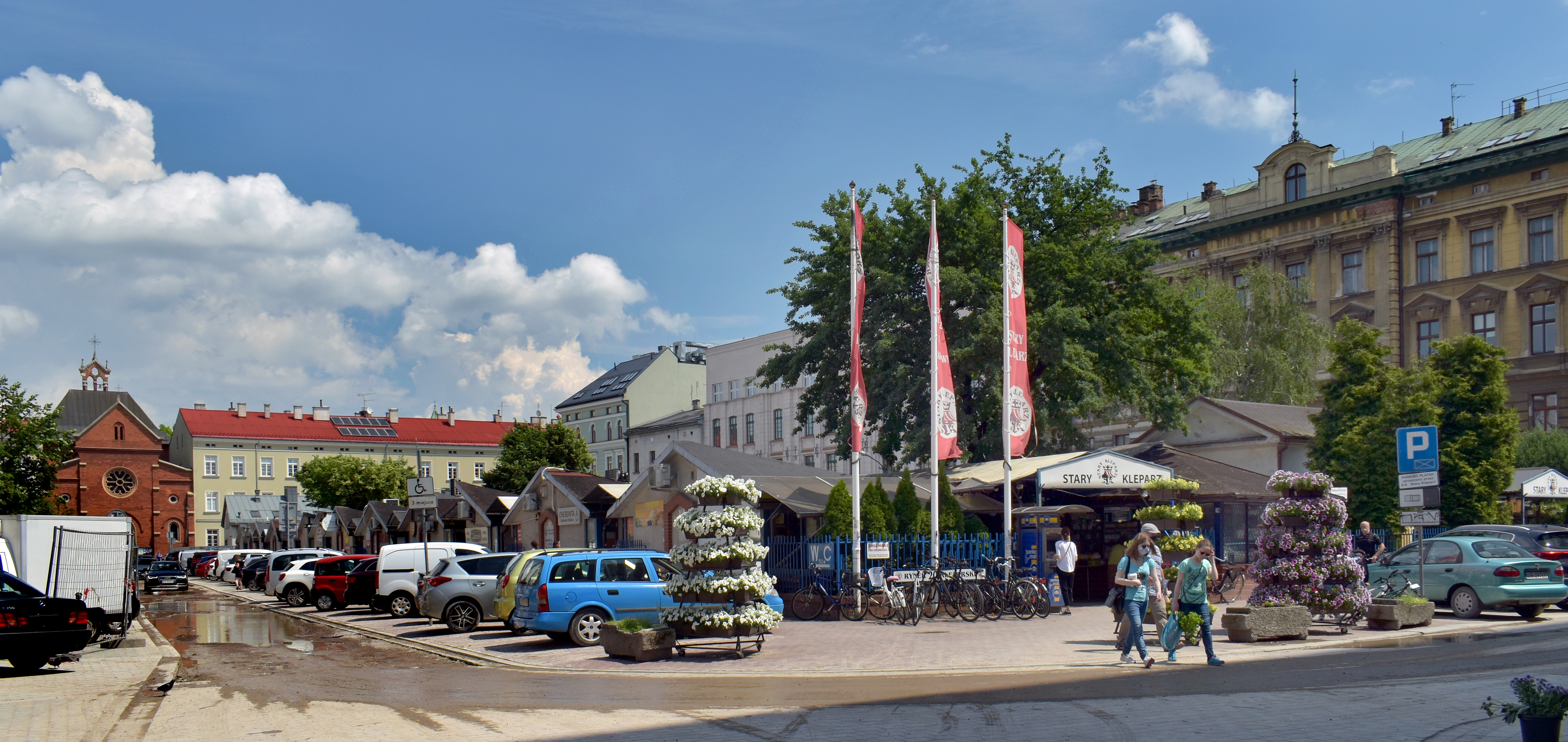
Ринок Клепарський
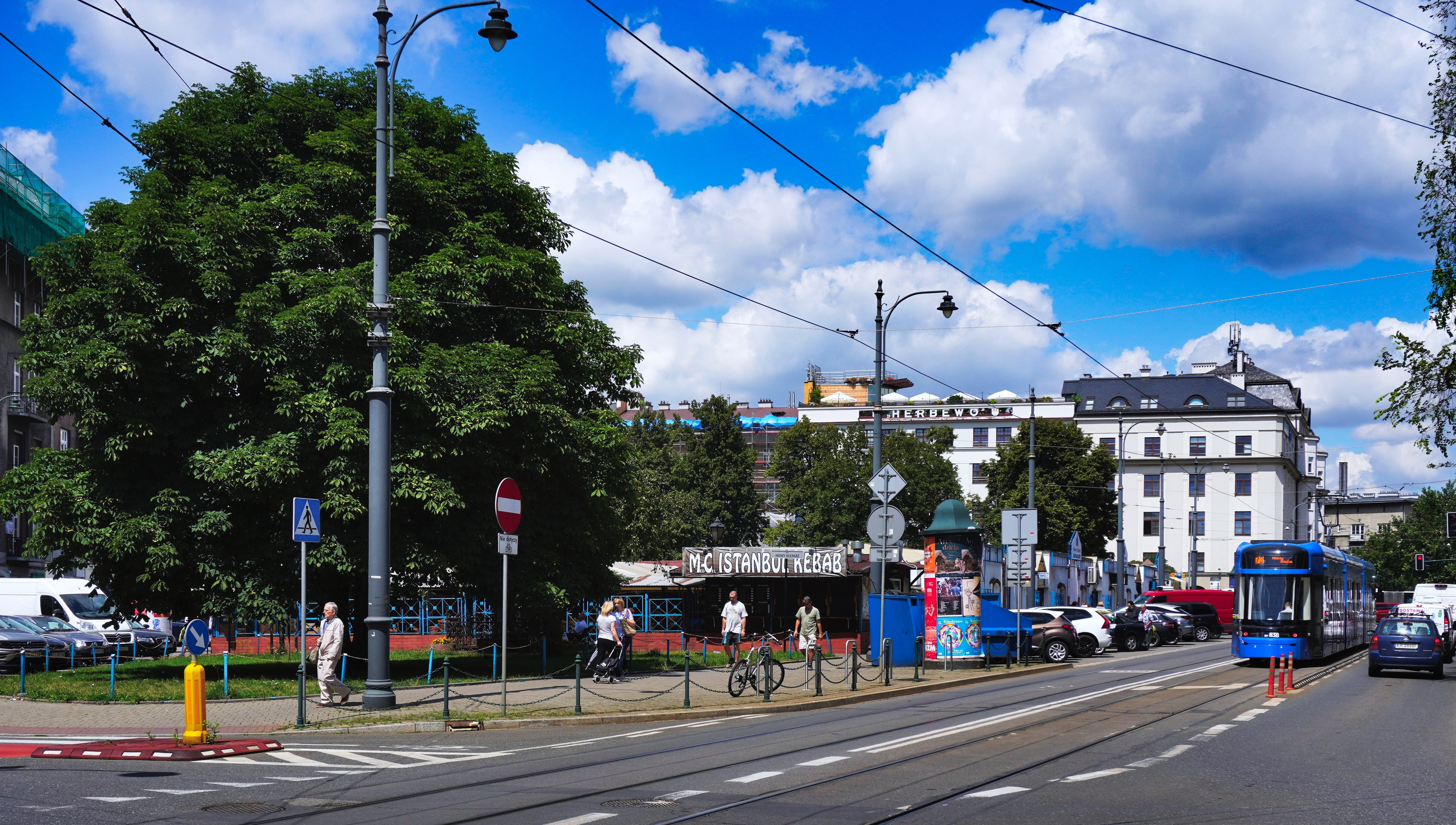
Новий Клепаж
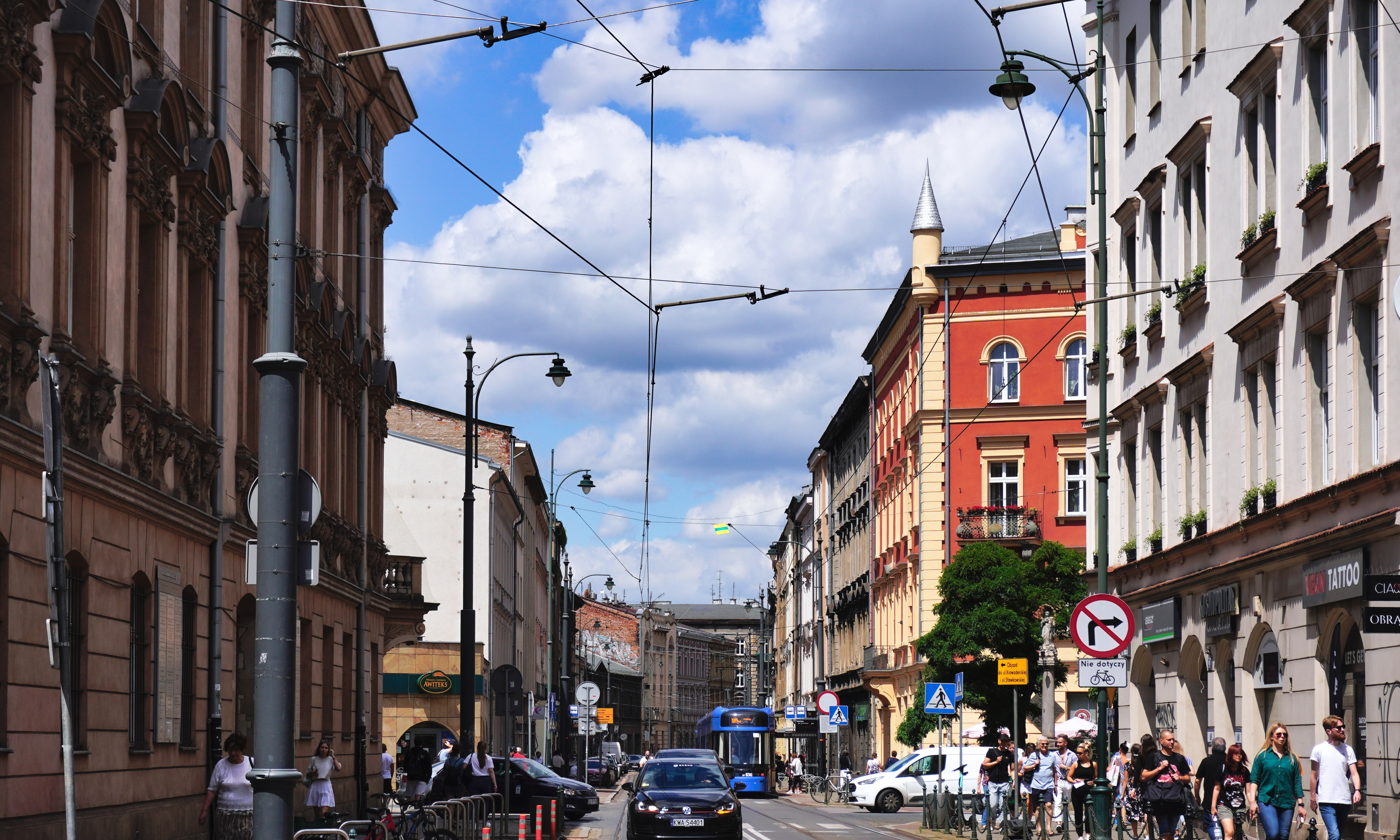
Вулиця Длуга (Ulica Długa)
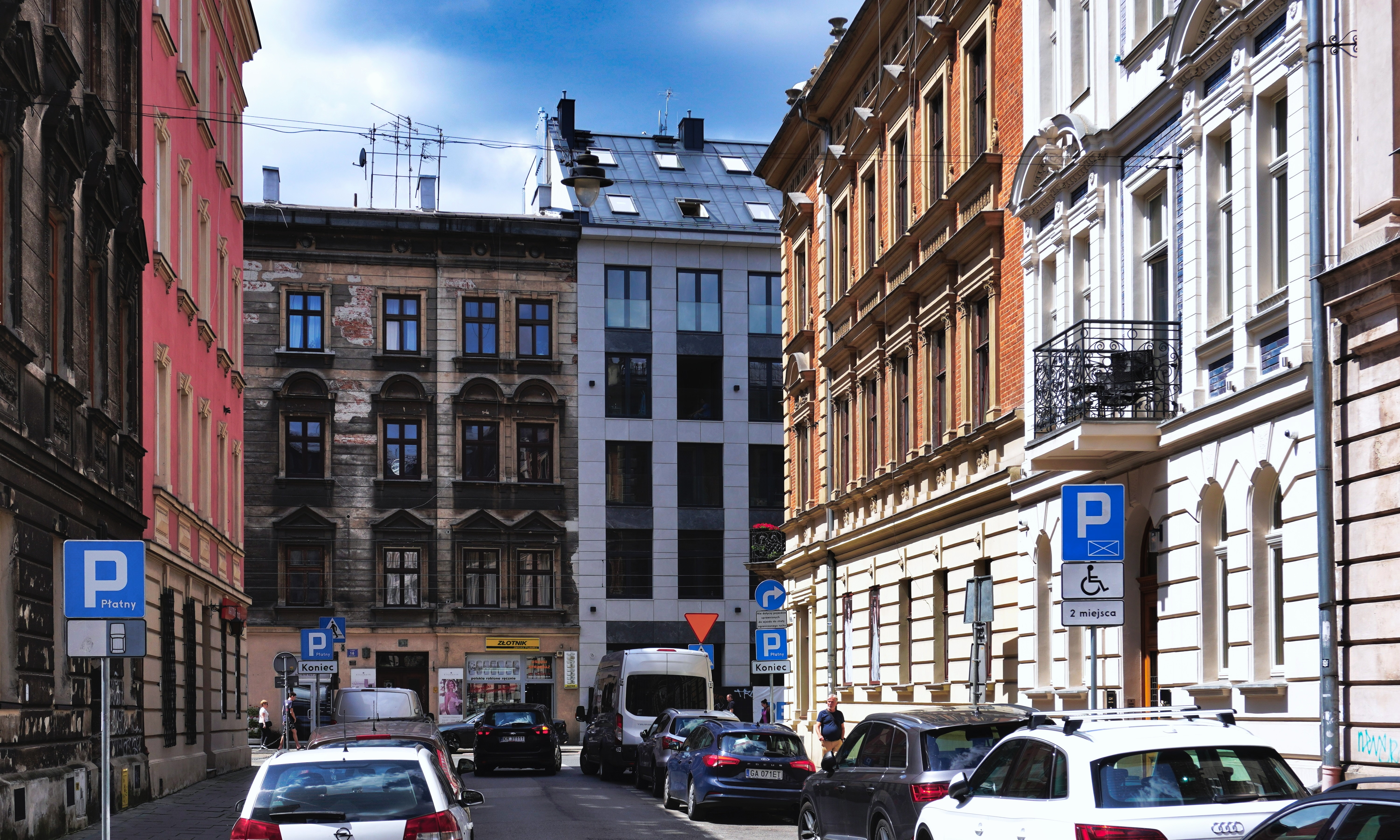
Вулиця Кжива (Ulica Krzywa)
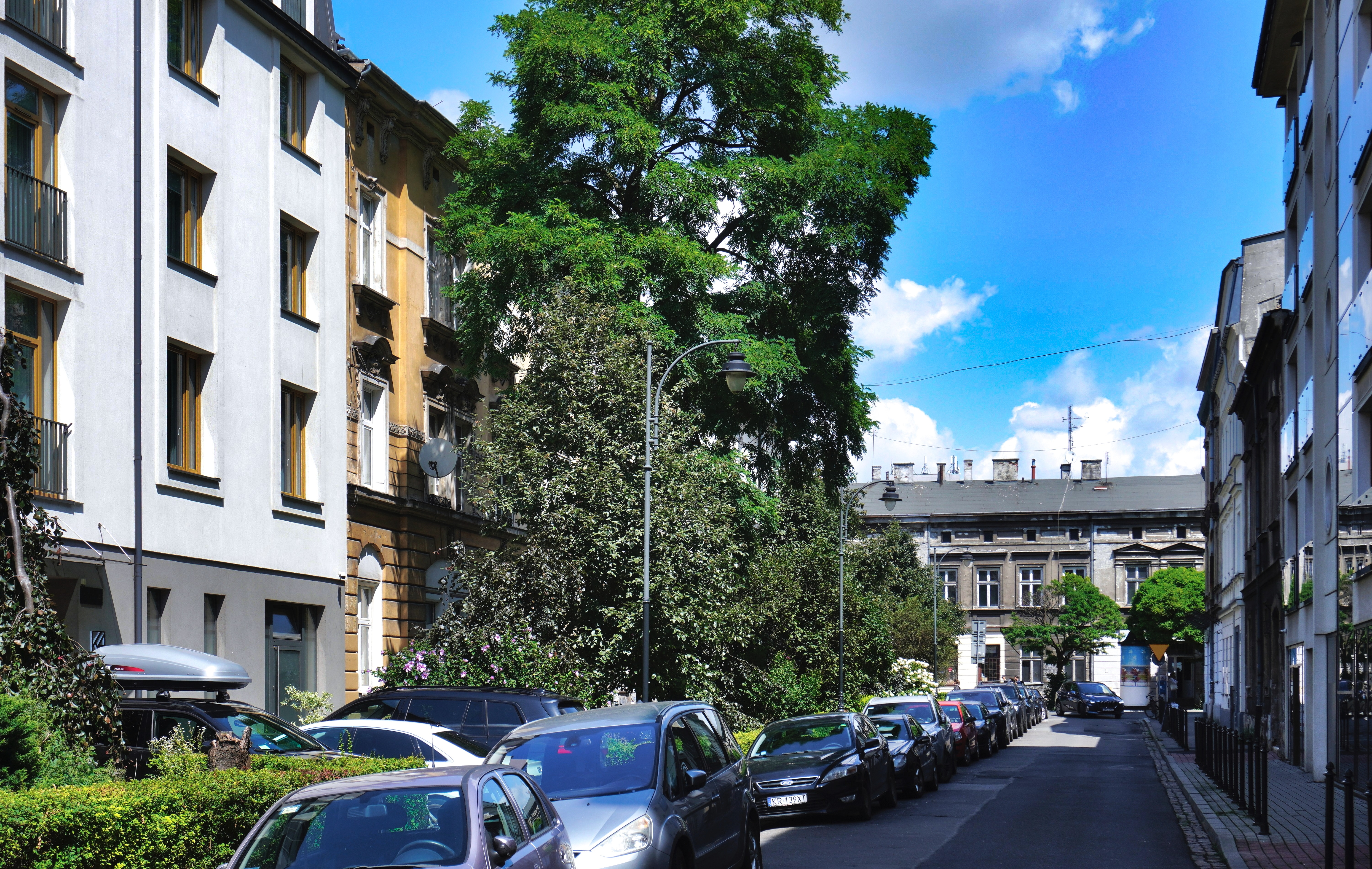
Вулиця Крутка (Ulica Krótka)
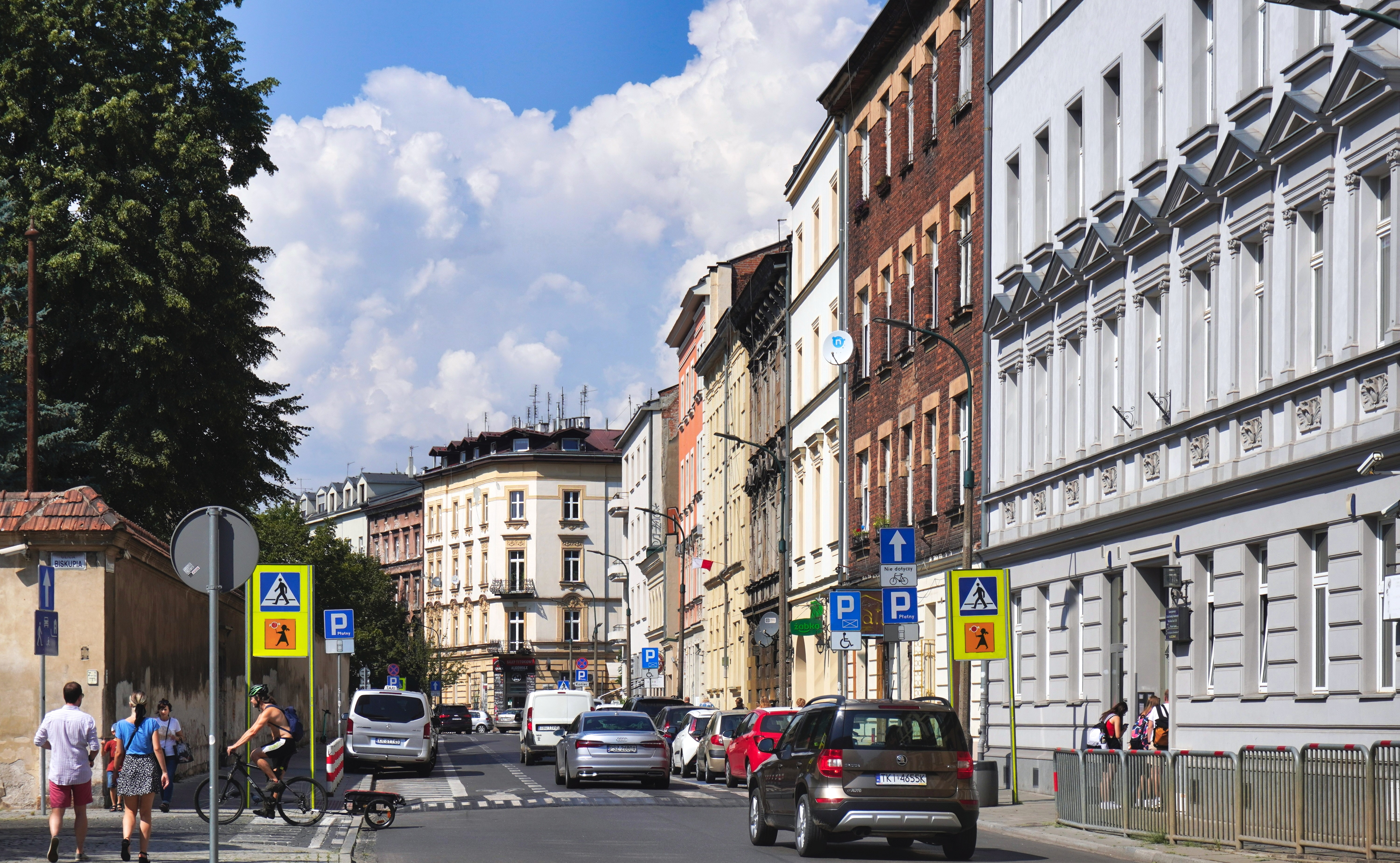
Вулиця Кроводерська (Ulica Krowoderska), Клепаж справа